# Mondot
Mondot (se pronuncia /mon'dod/~/mun'dod/) es una localidad y antiguo municipio de la comarca oscense del Sobrarbe en Aragón en España. Forma parte del ayuntamiento del municipio de Aínsa-Sobrarbe. En el año 2021 tenía empadronados 4 habitantes.

## Situación geográfica
Se sitúa en el valle del río Susía a 647 m de altitud, a caballo entre Arcusa y Olsón, localidades de las que dista cinco y dos kilómetros, respectivamente, en el extremo sur de la comarca del Sobrarbe en la zona conocida como  Viello Sobrarbe.
Se ubica en el barranco de San Chils, afluente del Susía, en una zona de relieve relativamente suave debajo de la  sierra de San Benedet. En dirección oeste la altitud  va en ascenso hasta la divisoria de aguas  entre la cuenca del Susía y la del río Vero llegando a la zona conocida como altiplano de Arcusa.

## Historia
Las primeras reseñas de Mondot aparecen en documentos del siglo XII, aunque no hay restos de edificaciones que aquella época. Posteriormente la localidad de Mondot aparece siempre asociada a Olsón como una aldea, población menor o pedanía del mismo. En el siglo XVII hay constancia de cierta nobleza, los infantones, en las localidades Olsón (en 1654 seis infantones de este lugar asistieron a las cortes celebradas en Barbastro), estas casas más acomodadas eran dueñas de molinos y almazaras controlado la riqueza de la población, eminentemente agrícola.

En el siglo XIX formó, en 1834, un municipio con Olsón y Jabierre de Olsón hasta que en 1969 se fusiona con  Arcusa y los pequeños núcleos de  Santa María de Buil y Sarsa de Surta para formar un nuevo municipio llamado Alto Sobrarbe, nombre oficial ya que popularmente se denominaba Viello Sobrarbe, coincidiendo con la denominación histórica de la zona. En 1981 se integra, junto a otros municipios de la comarca a Aínsa creándose el municipio de Aínsa-Sobrarbe.
En las segunda mitad del siglo XX se produce un proceso de despoblamiento que se acentúa a partir de 1976. que se mitiga en los primeros años del siglo XXI con la vuelta de algunos vecinos.
Fueron los propios vecinos quienes en la década de 1950 construyeron la carretera que permitía llegar a los vehículos al pueblo. La despoblación hace que se cierre la escuela a principios de los años 1970. Paradójicamente la electricidad llega al pueblo un año antes de que éste quede deshabitado. En la década de 1990 se construye un nuevo acceso y esto hace que se empiece de nuevo a poblar, la traída de agua potable y el servicio de saneamiento establecen una mejora sustancial del hábitat que a la sombra de recurso turístico abre una nueva etapa en este pequeño núcleo rural.
Actualmente Mondot cuenta con habitantes fijos y casi todas sus casas se han rehabilitado. Además existen varias casas de turismo rural.

## Demografía
En 1976 perdió todos sus habitantes aunque en la década de los años 1990 volvió a repoblarse. Históricamente perteneció al municipio de Olsón y posteriormente al de Alto Sobrarbe. En la actualidad está integrado en Aínsa-Sobrarbe.
Datos demográficos de la localidad de Mondot desde 1900:
| 84                    | 79 | 90 | 79 | 93 | 87 | 62 | 20 | 0 | 2 | 5 | 3 | 4 |
| (Fuente: IAEST e INE) |    |    |    |    |    |    |    |   |   |   |   |   |

- Datos referidos a la población de derecho.

## Etimología
El término "Mondot" proviene de los términos latinos de mons, montis, que significa "monte". La presencia de la terminación  "-ot" apunta a un origen no estrictamente romance. Chabier Tomás Arias no cree probable que esta termonación esté relacionada con la latina "ottu" de la que procede la mayoría de las terminaciones "-ot" del aragonés actual, sugiriendo la hipótesis, que también defiende Manuel Benito Moliner, de que dicha terminación procedería prerromana apoyándose en el topónimo "Mondoto" que esta en el valle de Vio que todos los investigadores creen prerromano.
La terminación "-ot" en Mondot tendría reacción  podría estar más próxima a las que se encuentran en otors topónimos prerromanos, como Oto o Broto, donde de forma análoga esta terminación indica «alto» (Broto <Berg + oto, «montaña alta»; y por tanto podría estar que Mondot <*MONTE + oto, «tozal altero», «mont altero»).
Si a terminación -ot fuese la misma en el origen que en Oto y Broto, no sería necesariamente prerromana, porque los filólogos Paul M. Lloyd y Jairo Javier García Sánchez dicen que oto es la evolución del  latín altu de acuerdo con una fonética aragonesa que perdió fuerza en el siglo XII. Esta misma evolución fonética se ve en otros topónimos peninsulares como Ribota (RIBA ALTA), Villota (VILLA ALTA) y Otura (ALTURA), porlo que una etimología de Mondot a partir de MONT ALTU se razonable con la sonorización] del aragonés central (*Montoto > *Mondoto) y apocopa en aragonés de la "o" final (*Mondoto > Mondot).

## Patrimonio arquitectónico
Entre sus edificios destaca la iglesia de San Joaquín, del siglo XVII, y junto a ésta el horno de pan y la prensa de uvas. Son reseñables la casa Velillas, del siglo XVI, la casa Villacampa, del siglo XVI y la casa Castán.

## Fiestas
En Mondot se celebran dos fiestas, la fiesta de invierno que tiene lugar el domingo más cercano al 17 de enero y se hace en honor a su patrón  San Antonio Abad y la fiesta mayor en honor de san Joaquín que se celebra el domingo más cercano al 20 de agosto